# Pluralismus (věda)
Pluralismus ve vědě (z latinského pluralis, množný, vícerý) označuje soudobý názor, že přinejmenším pro velmi složité předměty zkoumání se ani věda neobejde bez uznání různých, a přitom stejně legitimních pohledů, metod a podobně. Britský antropolog Gregory Bateson to vyjádřil slavnou větou:
Dvě oči vidí víc než jedno.
Na rozdíl od starších teorií a filosofií vědy, které takovou možnost vylučovaly, současný falibilismus K. R. Poppera se s ní dobře snáší: každé z různých hledisek a každý z různých pohledů musí své hypotézy vystavit testu falsifikace, ale pokud v něm obstojí, jsou ve stejné míře vědecké a platné. Mají zde tedy dokonce všechny předpoklady k tomu, aby spolu nemusely zápasit kdo s koho, nýbrž aby se mohly navzájem inspirovat a korigovat. Přinejmenším v oblasti společenských a humanitních věd je to samozřejmá nutnost (Wallerstein).
Mezi hlavní představitele tohoto názoru patří maďarský filosof matematiky Imre Lakatos a teoretický fyzik Paul Karl Feyerabend.